# Chiesa di Santo Stefano (Campomorone)
La chiesa di Santo Stefano è un luogo di culto cattolico situato nella frazione di Larvego, in via alla Caffarella, nel comune di Campomorone nella città metropolitana di Genova. La chiesa è sede della parrocchia omonima del vicariato di Campomorone dell'arcidiocesi di Genova.

## Storia e descrizione

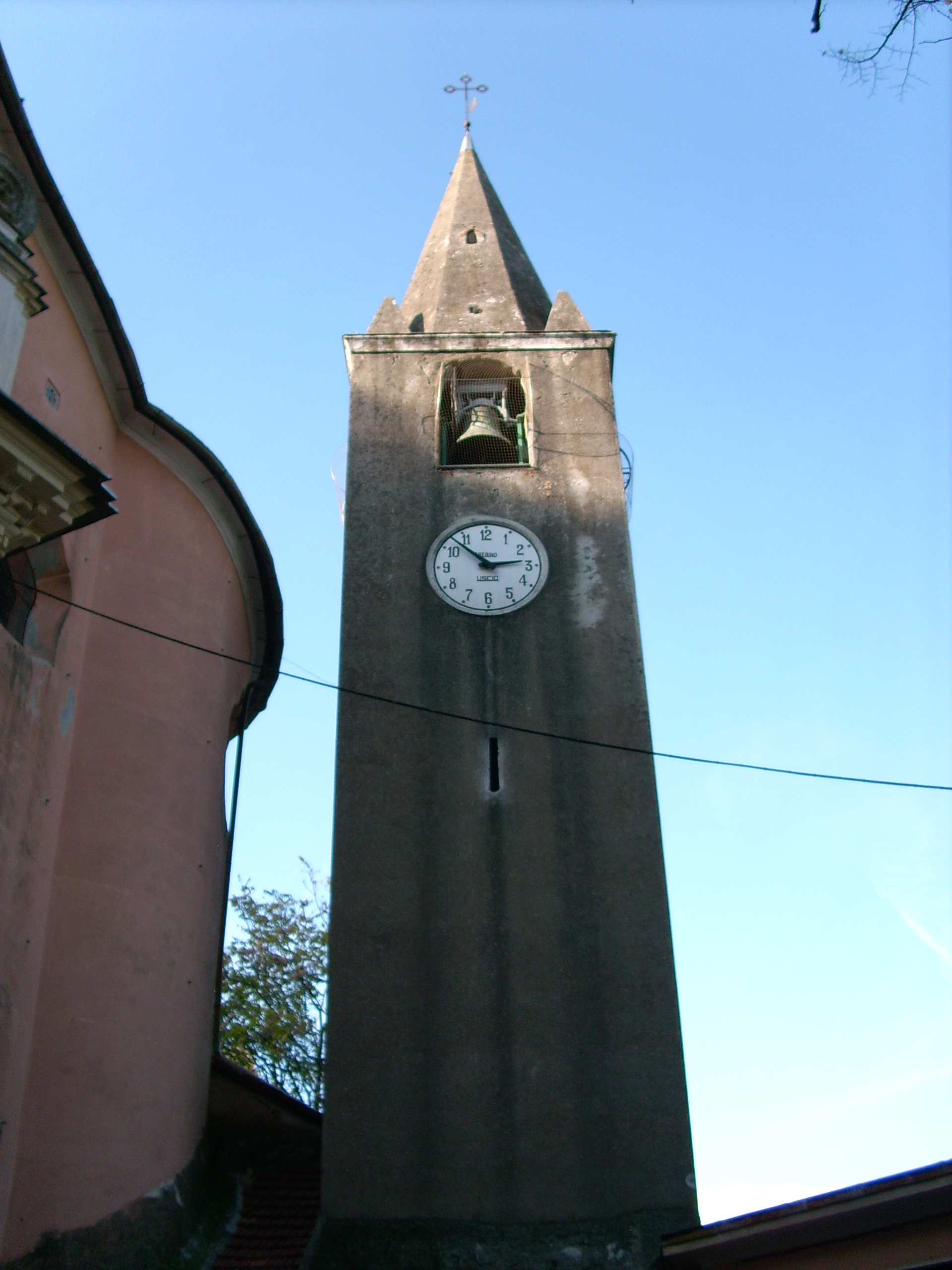
Il campanile

La chiesa è situata nella frazione di Larvego e fu una delle pievi della zona più antiche, anteriore all'anno 1000; il primo documento che la cita, infatti, è datato al marzo 1004.
L'edificio subì diversi danneggiamenti durante la guerra di successione austriaca nel 1747, danni che portarono nel 1771 ad edificare una nuova chiesa su disegno dell'architetto Angelo Giuseppe Scaniglia di Sampierdarena. Tuttavia il campanile è ancora quello dell'edificio precedente. Le vetrate sono del maestro d'arte vetraria di Alessandria Luigi Costa